# Meteor (astronomia)

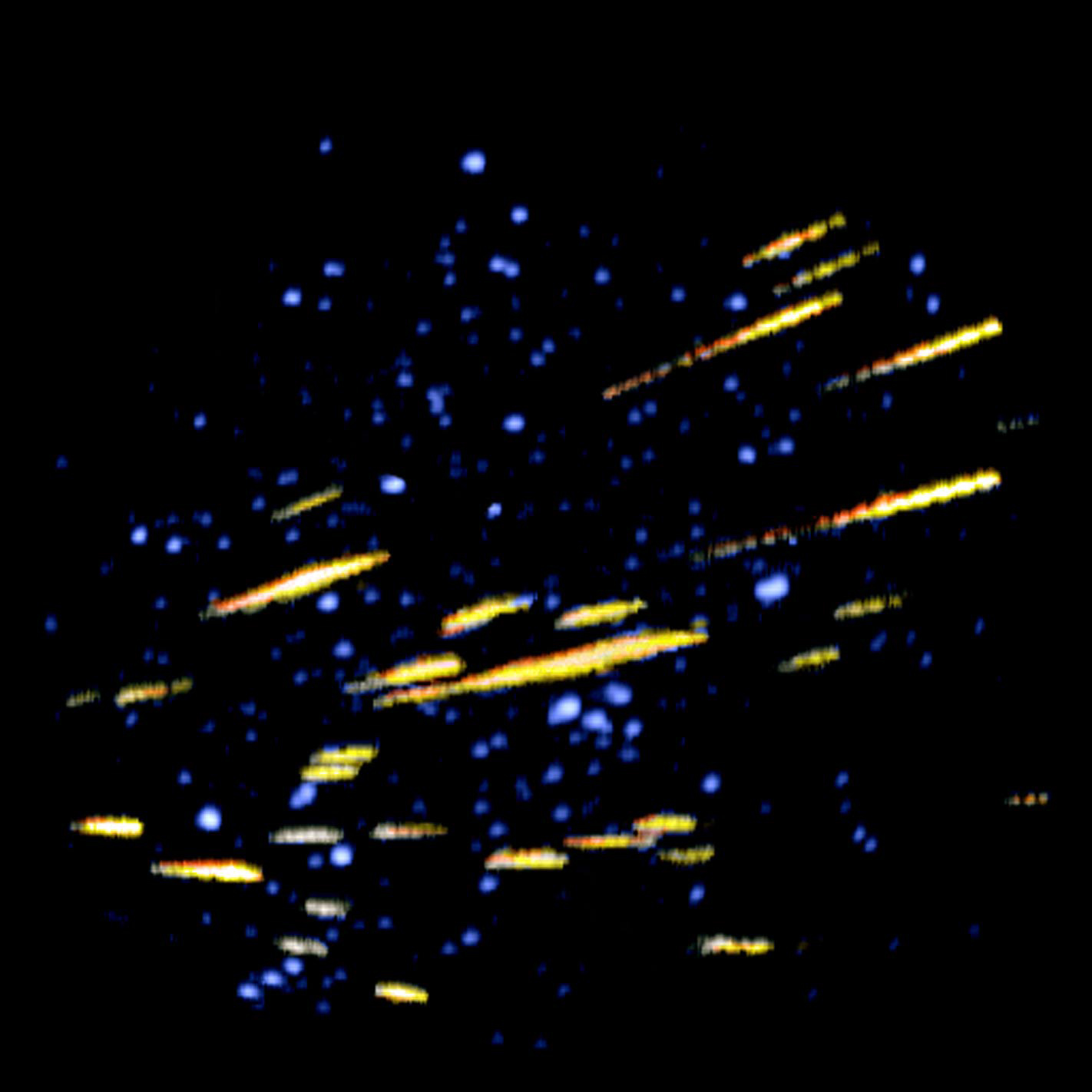
Pluja de Perseids

Un meteor (del llatí meteōrus, i aquest del grec μετέωρος, 'elevat en l'aire') és un fenomen lluminós pel qual les partícules de matèria (meteoroides) que entren a l'alta atmosfera són frenades, encalentides, i evaporades parcialment o total, i constitueixen un canal de plasma. És sinònim d'estel fugaç, terme que és impropi, ja que no es tracta d'estrelles que es desprenguin de la cúpula celeste.
d'una ona sonora o espetec.
L'aparició de meteors és un fet tan freqüent que tothom l'ha presenciat multitud de vegades. En una nit fosca i clara, podem veure de l'ordre de 10 meteors per hora. No totes les nits de l'any són igual d'intenses quant a meteors. Les dates més notables tenen lloc el 12 d'agost (Perseids) i entre el 15 i el 21 de novembre, i se n'aconsegueix un màxim el 18 de novembre (Leònids). En el cas de pluges excepcionals, com en els anys 1966 i 1999, el nombre n'augmenta considerablement.
En anys normals, els Leònids produïxen taxes de l'ordre de 10-15 meteors per hora. S'ha comprovat que les trajectòries dels diferents meteors, per un efecte de perspectiva, pareixen provindre d'un mateix lloc de l'esfera celeste, punt a què s'ha donat el nom de radiant.
Les pluges d'estrelles més importants porten el nom de la constel·lació que es troba en el radiant a què s'afig la lletra grega de l'estela més pròxima. Així, per exemple, tenim els Lírids, els Perseids, els Leònids i els gamma-Aquàrids.

## Trajectòria
L'origen extraterrestre de les estreles fugaces, o meteors, no va ser demostrat fins a l'any 1800, quan dos estudiants alemanys van calcular l'altura a què apareixen en l'atmosfera. El primer punt a examinar en l'estudi de les estreles fugaces és veure com es calcula l'altura a què se les observa. Per a això, es col·loquen dos observadors en llocs situats a uns trenta quilòmetres de separació anotant cada un la trajectòria de l'estrella fugaç en relació amb les constel·lacions i fixant la seua posició aparent en una carta celeste. A causa d'un efecte de perspectiva, les trajectòries no coincidiran i el càlcul permetrà conèixer l'altura del meteorit en funció de la desviació de les dues trajectòries aparents. Generalment, esta altura resulta ser d'uns 140 km en aparèixer el meteor i 50 km en l'instant en què desapareix, després d'haver recorregut uns 300 km. Els meteors més dèbils donen una altura de 110 km en el moment de la seva aparició, 80 a la seva desaparició i 60 com a longitud de la seva trajectòria, valors tots mitjans, perquè cada un pot apartar-se prou d'eixes xifres. Així, per exemple, s'han observat meteors a 500 km d'altura. La seua desaparició té lloc a altures tant més baixes com més gros és el meteorit. No obstant això, quan est és prou gran com per a arribar al sòl, la seva velocitat disminuïx a causa del fregament amb les denses capes de l'atmosfera inferior, i la llum que l'embolica s'extingeix a alguns quilòmetres d'altura. En arribar al sòl, si el seu volum és prou gran, pot donar lloc a una explosió a causa de la compressió brusca de l'aire.
En general, l'aparició n'acostuma a ser molt breu. D'uns segons -3 a 5 generalment- les més brillants, fins a una fracció de segon les més dèbils. Sí el meteor és molt gran, pot seguir-se la seva trajectòria durant un espai de temps un poc major.

## Distribució horària
Fa temps que s'ha comprovat que els meteors visibles en el transcurs d'una mateixa nit van sent més nombrosos a mesura que avança la nit, i la mitjana horària n'és de les sis del matí el doble que a les sis de la vesprada. Admetent que els meteors procedeixen de tots els llocs de l'espai, la Terra només rebrà els que van a la seva trobada, mentre que al matí trobarà tots aquells que troba en el seu camí. A més, els meteors de la vesprada són menys veloços que els del matí. En efecte, suposant que un corpuscle a una velocitat parabòlica de 42 km per segon troba la Terra a la vesprada, tenint la Terra, com sabem, una velocitat de 30 km per segon, la velocitat resultant serà de 42-30= 12 km/s, mentre que al matí serà de 42+30= 72 quilòmetres per segon, encara que, en realitat, estos nombres han de modificar-se per efecte de l'atracció terrestre.
En penetrar en l'atmosfera terrestre, la seva energia cinètica es transforma en calor per fregament, i el material meteòric sublima, donant lloc al fenomen lluminós que coneixem com a estrella fugaç.

## Origen: els cometes
Els eixams de meteors estan associats als cometes. Després de la gran pluja amb radiant en la constel·lació del Lleó (leònides) de 1833, Olmsted i Twlning, de Newhaven, van reconèixer (1834) que l'existència d'un radiant podia explicar-se suposant que un eixam de corpuscles es movia al voltant del Sol en una òrbita regular, anàloga a la d'un cometa, i que esta òrbita era travessada per la Terra.
El 1861 Daniel Kirkwood va afirmar que estos corpuscles eren restes dels cometes. Le Verrier va publicar l'òrbita dels meteors de novembre, els leònids, i quan Oppolzer va examinar l'òrbita del Cometa Tempel-Tuttle de 1866 (1866 I) es va fer evident la identitat d'ambdues trajectòries.
També el 1861, Schiaparelli va demostrar que els perseids del mes d'agost seguien l'òrbita del cometa Swift-Tuttle de 1862. Galle i Weiss van demostrar que els lírids del 19 d'abril recorren la mateixa ruta que el cometa de Thatcher (1861 I). Finalment, es va demostrar que els aquàrids del 30 d'abril es trobaven en la mateixa òrbita del cometa de Halley i que els andromeids del 27 de novembre provenen del cometa de Biela (1852 III) -d'ací el nom de Biélids- que es va trencar en dos trossos el 1845 i va desaparèixer després de la seua tornada el 1852. Més recentment, s'ha comprovat que la pluja d'estreles dracònids del 9 d'octubre de 1933 estava relacionada amb el cometa Glacobini-Zinner (1933 III).

## Mecanismes de formació
Els Leònids, els Perseids i els Lírids han sigut observats centenars d'anys abans que fora descobert el cometa amb què estan associats. Amb la hipòtesi del nucli congelat de Whipple es va poder produir una disgregació lenta del nucli del cometa. Però, ¿és això suficient per a explicar l'immens nombre de meteors, que es deduïxen de les observacions? 
La causa que els eixams estiguen més o menys allargats i difusos és que els corpuscles que els constituïxen s'estenen per grans espais. Així, per exemple, l'eixam dels Perseids dura 12 dies, almenys, durant els quals la Terra recorre 30 milions de quilòmetres. J. G. Porter va calcular que l'amplària de l'anell n'ha de sobrepassar els 7 milions de quilòmetres. Les distàncies dels corpuscles al Sol estan lluny de ser iguals i, en conseqüència, la duració de les seues revolucions al voltant del Sol, d'acord amb les lleis de Kepler, són diferents. L'eixam, segons açò, es dispersarà al llarg de tota l'òrbita i amb el temps acabarà per formar un anell de corpuscles en el qual els elements més ràpids aconseguiran els més lents; com els corredors en una pista, que si en la partida formen un sol gran grup, després, a poc a poc, els més veloços aconsegueixen els últims en guanyar-los una volta. D'esta manera, s'explica que es puguen trobar meteors tant abans com després del pas d'un cometa.
Cada any, en arribar la Terra per la mateixa data al punt d'intersecció de la seva òrbita amb la de l'eixam, és a dir, al seu node ascendent o descendent, troba meteorits. Si l'eixam és vell, els seus elements hauran tingut temps de dispersar-se al llarg de l'òrbita i cada any tindrà lloc una pluja anàloga a les anteriors, com ocorre amb els Leònids; al contrari, si l'eixam és jove, de recent formació, es presentarà en bloc compacte i només hi haurà una pluja d'estreles en cas de trobar-se l'eixam i la Terra en el mateix punt, cosa que pot ocórrer molt de tard en tard si els períodes de revolució de l'eixam i la Terra no són commensurables.
El mateix eixam pot ser més o menys ample i la seva òrbita més o menys inclinada respecte al pla de l'eclíptica. La Terra tardarà algunes hores, alguns dies, o alguns mesos, com ocorre amb els Ariétids, a travessar-lo. Els meteors estan, llavors, molt escampats i passen molts dies sense que se'n trobe el radiant.
Les irregularitats anuals també tenen una altra causa: l'eixam pateix l'atracció dels planetes perquè passa a prop i això fa que canvie la seva òrbita, la duració de la seva revolució i la distància dels nodes a l'òrbita terrestre; canvis que sovint són prou importants perquè en arribar el nostre planeta a la trajectòria de l'eixam només en trobe els elements marginals, poc nombrosos, o passe fora de l'anell corpuscular. No cal sorprendre's, per tant, de les grans variacions que a vegades s'observen d'un any al següent. Així ocorre que un radiant ric en el passat avui només done alguns meteors o s'haja extingit; al contrari, també pot ocórrer que un altre radiant, habitualment pobre, ens reserve la sorpresa d'una abundant pluja meteòrica.
Sí bé és relativament fàcil traçar un catàleg dels radiants coneguts, a penes és possible confeccionar-ne un en què es preveja amb certesa les grans aparicions de meteors, ja que un eixam allargat presenta regions irregulars i de desigual densitat que canvien amb el transcurs dels anys. Camille Flammarion indicava a principis del segle XX: "El problema està, per tant, lluny de poder-se donar per resolt".
No obstant això, la teoria de David Asher i Robert McNaught, que fixa l'atenció en l'òrbita dels meteors més que en la dels cometes que els generen, pot donar bones prediccions.
D'entre els més importants, només n'hi ha uns pocs l'activitat dels quals es remunta a un passat llunyà. Les Leònides, per exemple, han sigut assenyalades des de l'any 902; els Perseids des de l'any 865 i els Lírids des de fa cinc segles abans de la nostra era.
Els corpuscles esporàdics que es fan visibles a la seva trobada amb la Terra, a raó de 20 milions per dia durant tot l'any, estan separats, generalment, 260 km l'un de l'altre, segons els càlculs de Porter. En els Perseids, esta distància es reduïx a 120 km, i en la gran pluja de les Leònides que va tenir efecte el 1853, en què la mitjana horària va ser de 35.000, la separació de les partícules era de l'ordre dels 15 als 30 quilòmetres. Com veiem, la distància que separa els corpuscles és molta, i l'eixam més compacte no pot comparar-se amb el nucli d'un cometa.
Qualsevol pot arreplegar residus d'estreles fugaces. Basta fondre neu de muntanyes poc xafades per l'ésser humà i que hi haja romàs el major temps possible. Després de filtrar l'aigua resultant, en el filtre queden xicotetes partícules, generalment fèrries, separables per un simple imant. S'han d'observar amb una potent lupa, perquè les seves dimensions són inferiors a 0,1 mm.
De dia, ha d'haver-hi meteors, però és difícil la seva observació. Només són detectables amb tècniques de radioastronomia, ja que les partícules que penetren a gran velocitat ionitzen els àtoms de l'atmosfera. Estos trajectes ocupats per ions reflecteixen les ones del radar, i s'hi detecta així la presència diürna de meteors.

## Quantitat
Els estudis actuals sobre l'absorció de la llum en l'espai, la constitució de l'alta atmosfera, els orígens del sistema solar, etc., han donat una importància cada vegada major a l'estudi de la quantitat de meteors i al càlcul de les seves masses.
El càlcul de la quantitat no és difícil, només hi cal comptar els que s'observen en un lloc donat i deduir el total per a tota la Terra. S'han utilitzat les observacions efectuades durant molts anys per nombrosos observadors, quasi tots aficionats a l'astronomia, residents en diferents llocs del món.
Les observacions al centre d'esports Sabadell de meteors visibles a simple vista fetes d'esta manera concorden amb els antics valors donats per H. A. Newton. El seu nombre aconsegueix els 24 milions fins a la quarta magnitud i dia.

### Taula de meteors caiguts en 24 hores
| Magnitud | Nombre  | Massa (mg) | Diàmetre (mm) |
| -3       | 28 000  | 4000       | 13,0          |
| 0        | 450 000 | 250        | 5,0           |
| 3        | 7e6     | 16         | 2,0           |
| 6        | 110e6   | 1          | 0,8           |
| 9        | 18000e6 | 0,06       | 0,3           |